# Eleocharis margaritacea
Eleocharis margaritacea là loài thực vật có hoa trong họ Cói. Loài này được (Hultén) Miyabe & Kudô mô tả khoa học đầu tiên năm 1931.